# Вискітна
Вискітна (пол. Wyskitna) — село в Польщі, у гміні Грибів Новосондецького повіту Малопольського воєводства.
Населення — 632 особи (2011).
У 1975—1998 роках село належало до Новосондецького воєводства.

## Географія
Селом протікає річка Вискітнянка.

## Демографія
Демографічна структура станом на 31 березня 2011 року:
|          | Загалом | Допрацездатний вік | Працездатний вік | Постпрацездатний вік |
| -------- | ------- | ------------------ | ---------------- | -------------------- |
| Чоловіки | 334     | 90                 | 224              | 20                   |
| Жінки    | 298     | 65                 | 172              | 61                   |
| Разом    | 632     | 155                | 396              | 81                   |